# 黒斑山

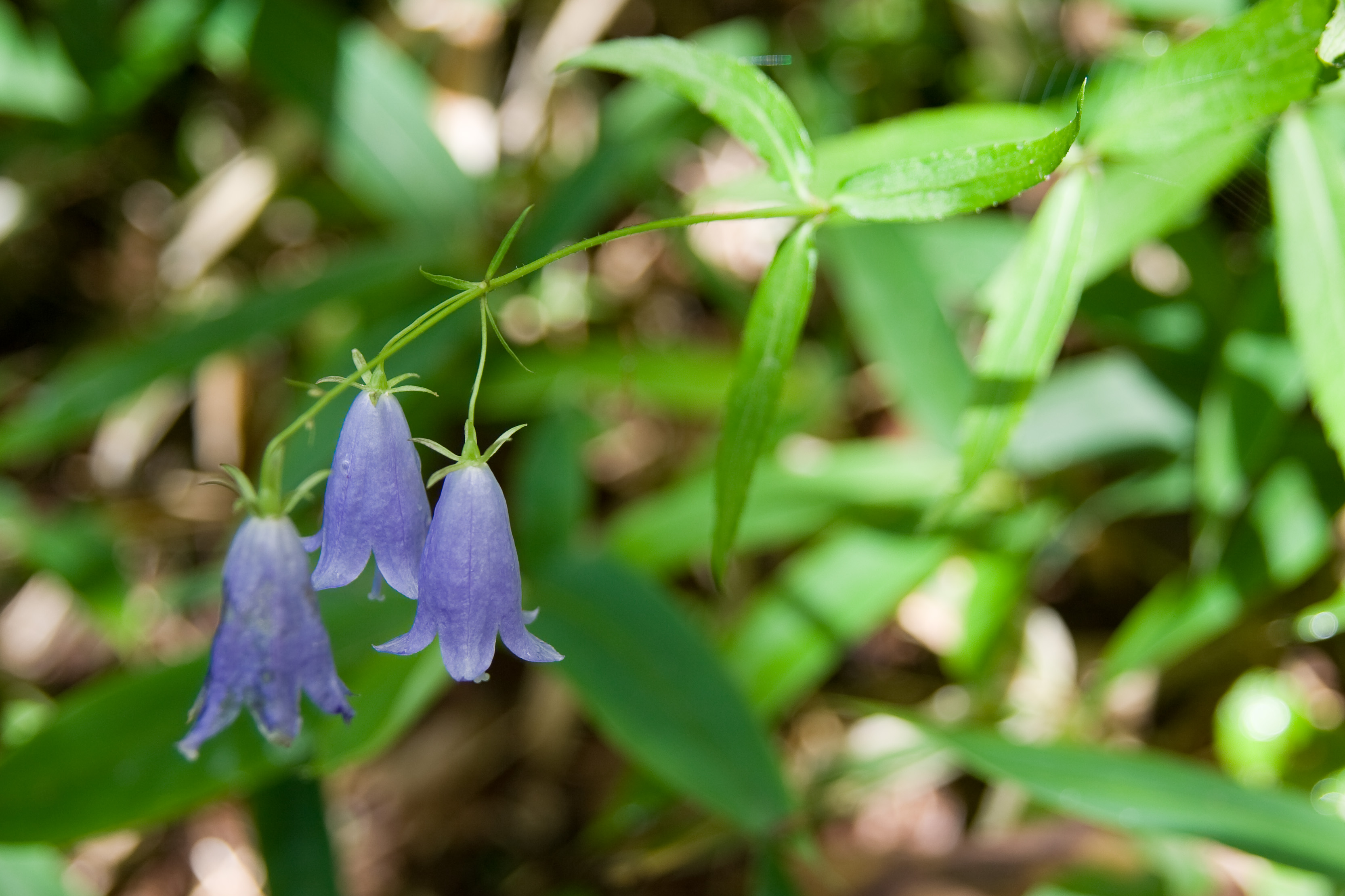
黒斑山周辺で見られる高山植物のヒメシャジン（写真は編笠山のもの）

黒斑山（くろふやま）は、群馬県嬬恋村と長野県小諸市にある浅間山の第一外輪山の最高峰である標高2,404 mの山。

## 概要
黒斑山の活動が始まったのは、10万年ほど前にさかのぼるといわれ、浅間火山の最も古い山体である。その後、標高2800～2900mほどの成層火山に成長したとされる。2万3000～2万4300年前、プリニー式噴火に伴って大規模な山体崩壊が生じ、馬蹄形カルデラを形成した。現在の黒斑山は、その際崩壊せずに残った西半分である。この山体崩壊による岩屑なだれは、北に向かったものは吾妻川に流入し、さらに下流の利根川に流入して、前橋まで達し、前橋台地を形成した。南に向かったものは、佐久市岩村田西方の塚原付近にまで到達し、多数の流れ山を形成した。この岩屑なだれのうち、北に向かった前者は通過した地区に由来して応桑岩屑なだれ、南に向かった後者は塚原土石なだれなどと呼ばれる。山体崩壊後も活動は続いたが、2万1000年前頃には黒斑火山としての活動を終えたものと考えられる。西山腹には「チェリーパークライン」の道路が通り、山頂から西に1.7 kmには車坂峠がある。車坂峠を挟んだ西隣の高峰高原にはアサマ2000パークのスキー場がある。千曲川の支流である蛇掘川及び吾妻川の支流である大沢川と小武沢の源流の山である。群馬県側から見ると横長の三尾根を備えた山に見えるため、上州側（嬬恋村）では「三ツ尾根＝みつおね」とも呼ばれている。黒斑山と第二外輪山である前掛山との間には湯の平/賽の河原といわれる高木が育たない火口原があり、周辺の景色はコーカサス地方の風景にもたとえられる。

## 登山
浅間山を眺めるために黒斑山を登る登山者が多く、登山道もよく整備がされていて歩きやすい。浅間山は、時折火山ガスを噴出しているため、登山が禁止されていることがあり、そういった場合に黒斑山を浅間山の代わりとして登る者が多い。花の百名山に選定されていて、田中澄江はその著書でヒメシャジンなどの高山植物を紹介した。浅間山との間には、高山植物が豊富な湯ノ平がある。
登山コース
- 車坂峠バス停 - 1時間 - 赤ゾレの頭 - 40分 - 黒斑山山頂 - 1時間40分 - 車坂峠バス停

山小屋
- 火山館

## 周辺の山
- 浅間山 (2,568m)
- トーミの頭
- 赤ゾレの頭
- 蛇骨岳 (2,366m)
- 仙人岳 (2,319m)
- 車坂山